# Saint-Arroman (Gers)
Saint-Arroman – miejscowość i gmina we Francji, w regionie Oksytania, w departamencie Gers.
Według danych na rok 1990 gminę zamieszkiwały 132 osoby, a gęstość zaludnienia wynosiła 11 os./km² (wśród 3020 gmin regionu Midi-Pireneje Saint-Arroman plasuje się na 931. miejscu pod względem liczby ludności, natomiast pod względem powierzchni na miejscu 951.).